# Lanz Peak
Lanz Peak är en bergstopp i Antarktis. Den ligger i Västantarktis. Chile gör anspråk på området. Toppen på Lanz Peak är 1 570 meter över havet.
Terrängen runt Lanz Peak är platt åt nordväst, men åt sydost är den kuperad. Trakten är obefolkad. Det finns inga samhällen i närheten.